# بينغت غوستافسون (عالم فلك)
بينغت غوستافسون (بالسويدية: Bengt Gustafsson)‏ هو عالم فلك سويدي، ولد في 1943.